# تومي جيبونز
تومي جيبونز (بالإنجليزية: Tommy Gibbons)‏ مواليد 22 مارس 1891 في سانت باول - الوفاة 19 نوفمبر 1960، كان ملاكم أمريكي سابق صنّف ضمن فئة الوزن الثقيل. أدخل في قاعة مشاهير الملاكمة الدولية سنة 1993.

## إحصائيات
خاض خلال مسيرته 106 نزالا، فاز في 96 وتعادل في 4 وخسر في 5. فاز بالضربة القاضية في 48 نزالا.

## روابط خارجية
- تومي جيبونز على موقع بوكس ريك (الإنجليزية) (registration required)